# Buer (demon)
Buer, u demonologiji, deseti demon Goecije koji ima zapovjedništvo nad pedeset legija. Nosi naslov Velikog Predsjednika. Pojavljuje se kad je Sunce u znaku Strijelca. Ima oblik zvijezde s pet krakova ili oblik kotača i kreće se okolo koturajući se.
Podučava moral i prirodnu filozofiju, te logiku i ljekovite moći biljaka. Ima sposobnost učiniti čovjeka bolesnim, a posjeduje i iscjeliteljske sposobnosti i može prizivatelju ukazati na dobre familijare.
Pojavljuje se i u djelu Pseudomonarchia Daemonum kojeg je 1577. godine objavio njemački liječnik i okultist Johann Weyer (1515.-1588.).